# Courchapon
Courchapon település Franciaországban, Doubs megyében. Lakosainak száma 242 fő (2022. január 1.). Courchapon Chenevrey-et-Morogne, Le Moutherot, Burgille, Étrabonne, Jallerange és Lantenne-Vertière községekkel határos.

## Népesség
A település népességének változása:
| Lakosok száma | 75   | 124  | 140  | 174  | 185  | 207  | 218  | 232  | 233  | 242  |
|               | 1968 | 1990 | 1999 | 2011 | 2013 | 2016 | 2017 | 2019 | 2020 | 2022 |